# Anoeme flavicornis
Anoeme flavicornis är en skalbaggsart som beskrevs av Jean François Villiers 1968. Anoeme flavicornis ingår i släktet Anoeme och familjen långhorningar. Inga underarter finns listade i Catalogue of Life.